# Los Angeles Art Association
The Los Angeles Art Association (LAAA) est une association artistique à but non lucratif basée à Los Angeles depuis 1925.
La mission de l’association est de mettre en avant chaque artiste membre au moyen de nombreuses expositions et d’ateliers organisés tout au long de l’année.
Ces manifestations ont lieu dans la Gallery 825 sur La Cienega Boulevard, au cœur du quartier artistique de Los Angeles.
Peter Mays est le directeur exécutif de LAAA depuis juin 2005.

## Adhésion
Deux sessions d’admission sont organisées chaque année en janvier et en août.
Les artistes sélectionnés deviennent ainsi membres de l’association et ont la possibilité d’exposer et de mettre en vente leurs travaux au cours d’expositions collectives ou individuelles. ensuite ces artistes la peuvent devenir des stars

## Accompagner et développer les talents
Chaque artiste se voit offrir la possibilité de:
- présenter ses œuvres à un public averti composé de galeristes et personnalités issues de la scène artistique de Californie ;
- participer à des ateliers de formation ayant pour thème « comment approcher une galerie » ou « comment présenter ses œuvres » ;
- rencontrer d’autres artistes et échanger idées et impressions.

Une vente aux enchères est également organisée chaque année par l’association avec la participation de Christie's.